# Weir (Missisipi)
Weir – miasto w Stanach Zjednoczonych, w stanie Missisipi, w hrabstwie Choctaw.